# 380-я стрелковая дивизия
380-я стрелковая Орловская Краснознамённая орденов Суворова и Кутузова дивизия (380 сд) — воинское соединение РККА, принимавшее участие в Великой Отечественной войне. 
Боевой период — 9 февраля 1942 — 12 марта 1943 и 29 апреля 1943 — 9 мая 1945 года.

## История
На основании директивы № ОМ / 002201 Сибирского военного округа с 26 августа 1941 г. в городе Славгород и прилегающих к нему районов Алтайского края начала формироваться 380-я стрелковая дивизия. По завершении формирования, в октябре 1941 года дивизия переподчинена Уральскому военному округу.
20 ноября 1941 года дивизия, укомплектованная на 95 % к штатному составу, пятнадцатью эшелонами была отправлена в 58-ю резервную Армию на станцию Вожега Вологодской области, куда прибыла 2 декабря 1941 года и находилась до 9 февраля 1942 года.
9 февраля 1942 года дивизию включили в состав 22-й армии Калининского фронта и она была направлена на фронт.
Дивизия принимала участие Ржевско-Вяземской наступательной операции 1942 года. После выгрузки в районе Осташкова Калининской области, совершив 200-километровый марш в район Нелидово. 21 февраля 1942 года по боевым приказам штаба 22-й армии от 15 февраля 1942 года № 01/оп и № 020/оп от 19 февраля 1942 года с марша вступила в бой за населённые пункты Железница, Жиглица, Максимова Гора и другие в 30 километрах западнее Оленино.
После ожесточённых боёв, продолжавшихся в течение 9 марта — 19 апреля 1942 года, по приказу штаба 22-й армии № 060 от 21 апреля 1942 года дивизия перешла к активной обороне на фронте Старухи — Травино — Малая Ивановка, и с 5 мая 1942 года на фронте Кострицы — Жерносеково — Тархово в 25-30 километрах юго-западнее Оленино, где и оборонялась до 2 июля 1942 года.
За этот период боёв дивизия освободила 50 населённых пунктов, отчиталась о захваченных в плен 31 солдате и офицере противника, захваченных трофеях: самолётов — 3, танков и орудий — 17, миномётов — 10, вездеходов — 4, пулемётов — 48, автоматов — 51, винтовок — 743 и много другого военного имущества; истреблении до 6000 солдат и офицеров противника. За этот же период дивизия понесла потери: убитыми — 2671, ранеными — 7706, пропавшими без вести — 625, всего — 10 902 человек. За самоотверженность и отвагу в борьбе со врагами награждено правительственными наградами 46 человек.
2 июля 1942 года дивизия попала под удар начатой немецкими войсками операции «Зейдлиц»:

«В 3.45, 28 самолётов пр-ка начали бомбить и обстреливать боевые порядки переднего края 380 с.д. и особенно на участке 1262 с.п.. В 4.00. танки и пехота пр-ка перешли в атаку по всему переднему краю 380 с.д. нанося основные удары в напр. Кривуша-Худулиха-Смольково-Осиновка-Новики. В 4.40. из Воронино в направлении Травино, Нивье до батальона пехоты перешло в наступление под прикрытием дымовой завесы. 17 Ю-88 бомбили Грива. 

В 5.40 из района Беликово в направлении Нивье противник силой до роты прорвал передний край 1210 с.п. но был отрезан и уничтожен. Вторично в 7.40 пр-к силой до 2-х рот прорвался в этом же направлении и начал распространяться в глубину, в направлении Нивье, Ветка. Фронт на этом участке был восстановлен вводом 2-го эшелона. Приняты меры к окружению прорвавшегося противника. 

В 7.30 противник до батальона пехоты ворвался в Б.Корниловка. 1210 с.п. ведёт ожесточённый бой. 

В 8.00 13 танков пр-ка и до роты пехоты заняли Пшённое и распространились на запад и северо-восток. 

К 9.00 пр-к сломив сопротивление переднего края на фронте 380 с.д. , начинает наступление в глубину, выбрасывая танки с подвижными группами пехоты в направлении Емельяники, используя фланговые удары с выходом на тылы 380 с.д. 

К этому времени численность противника па участке 380 с.д. определялась до 5 пехотных полков и 1 танковой дивизией : в районе Пшённое 13 танков, в районе Худулиха 10-12 танков, Смольково — 6 танков, Тархово — 25 танков, Б.Корниловка — 5 танков.

В 10.30 пр-к овладел Вереиста и повёл наступление на М.Борятино. Одновременно другой группой из Смольково на Б.Борятино.
С прорывом из Смольково и Никольское пр-к развивая наступление занял Новики, был из них выбит, но вновь овладел ими и повёл наступление на Карская с севера в обход обороняющихся батальонов у Тархово и Ладыжино, вбивая клин между обороной в районе х. Быковка и Гончарова. Одновременно отмечено просачивание пр-ка вдоль р. Лучеса в направлении Аносово, Шопотово.»
Дивизия в кровопролитных боях в начале июля была разгромлена, понеся общие потери 3627 человек, из которых 2852 — пропавшими без вести, и на 9 июля 1942 года занимала оборону в районе хутора Мята имея 1914 человек личного состава из них старшего и среднего комсостава 362 человека, при 787 винтовках, 25 пистолетах-пулемётах, 10 ручных и 1 станковом пулемётах, 3 45-мм орудиях, 3 76-мм орудиях.
К 16 июля 1942 года дивизия была выведена в армейский резерв.
В дальнейшем дивизия принимала участие в следующих боевых действиях:
В проведении активных боевых действий в районе города Ржева с 26 сентября по 28 декабря 1942 года в боевом составе 39-й армии (2-го формирования) Калининского фронта, с 29 ноября 1942 года в боевом составе 30-й армии;
В Демянской наступательной операции 1943 года в боевом составе 1-й ударной армии, с 17 февраля 1943 года в боевом составе 53-й армии;
В Орловской стратегической наступательной операции 1943 года в боевом составе 3-й армии;
Дивизия принимала участие в освобождении города Орла, была одна из трёх первых, ворвавшихся в Орёл. Ею командовал полковник Алексей Фёдорович Кустов.
К 10 июля 1943 года части 380-й стрелковой дивизии заняли исходные рубежи для наступления дивизии на Орловском направлении у села Вяжи, северо-западнее города Новосиля. В июльских наступательных боях на Орловском направлении эта дивизия добилась больших успехов. Её воины и командир полковник А. Ф. Кустов в орловском походе, начатом с рубежа Вяжи, проявили боевое упорство и мужество, преодолев огромные трудности в прорыве обороны врага.
В ночь на 1 августа 1943 года противник отошёл за реку Неполодь. Советские войска завязали бой на рубеже реки Моховицы и реки Неполоди. Немецкое командование ослабило свои боевые порядки на реке Оптухе против 380-й и 308-й стрелковых дивизий 3-й армии, командарм которой приказал дивизиям генерал-майора Гуртьева и полковника Кустова, занимавшим позиции на реке Оптухе, выйти в ночь на 2 августа 1943 года на исходное положение для наступления на фронте: Ивановская, Оптуха, Лунено, и 3 августа 1943 года нанести удар с запада на Орёл. В ходе наступления части 380-и стрелковой дивизии овладели деревнями Большое Булгакова, Большое Рябцево и вели бои за Хардиковские дворы (ныне д. Хардиково) и село Лексинку.
На левом крыле 3-й армии происходили ожесточённые бои. 4 августа 1943 года части 380-й стрелковой дивизии полковника А. Ф. Кустова и 17-й гвардейской танковой бригады под командованием полковника Б. В. Шульгина, взламывая оборону противника, ворвались в восточную половину города Орла. Особенно ожесточённым был бой за железнодорожную станцию. Её освободил 1262-й стрелковый полк майора Н. А. Малашина. Отчаянные усилия врага вновь овладеть станцией успеха не имели. К вечеру 4 августа 1943 года, сломив сопротивление противника, советские войска овладели восточной частью Орла, вышли к Оке и на плечах отступающего врага приступили к форсированию реки.
Совместно с полками 380-й стрелковой дивизии сражались за освобождение Орла танкисты 17-й гвардейской танковой бригады полковника Б. В. Шульгина. Прорывая оборону противника, советские танки шли вперёд, расчищая дорогу стрелковым частям.
В своих воспоминаниях бывший заместитель командира 13-го отдельного танкового полка, входившего в состав 17-й гвардейской танковой бригады, Д. П. Еськов отмечает: «Из нашего полка в штурме Орла участвовали экипажи танков 3-й роты гвардии старшего лейтенанта Познякова Петра Филимоновича. Опомнившись от первого потрясения, подразделения гренадерского полка врага вскоре начали забрасывать машины гранатами, бутылками с горючей смесью». Советские танкисты двинулись по главной улице города и достигли Оки. Противник продолжал вести огонь из своих опорных пунктов, отрезав советскую пехоту от танков и задержав её продвижение. Разгорелся уличный бой. Чтобы танки не оказались изолированными, полковник Шульгин, продолжая бой, послал часть танков за пехотой полковника Кустова, которые вернулись в Орел к переправам через реку Оку вместе с десантом пехоты. Они совместно выбивали немцев из укреплённых пунктов, а к исходу дня захватили восточную часть города.
Разведчики В. И. Образцов и И. Д. Санько, в 2 часа 30 минут 5 августа 1943 года водрузили флаг освобождения над домом № 11 (13) по ул. Московской города Орла. Сшила этот флаг врач 1262-го стрелкового полка М. А. Караван. Только за 26 дней боёв на орловской земле 2198 бойцов и командиров 380-й дивизии А. Ф. Кустова были награждены орденами и медалями. В честь героев 380-й стрелковой дивизии, а также бойцов 5-й, 129-й, 308-й стрелковых дивизий и поддерживавших их танковых соединений салютовала столица 5 августа 1943 года 12 артиллерийскими залпами из 120 орудий.
В ознаменование одержанной победы и освобождения города Орла от гитлеровцев трём дивизиям, в числе которых была и 380-я, было присвоено согласно Приказу Верховного Главнокомандующего от 5 августа 1943 года наименование «Орловских», город Орёл увековечил в названиях своих улиц память солдат дивизии и её командира полковника Кустова.
В Брянской наступательной операции, Гомельско — Речицкой наступательной операции, Могилевской наступательной операции, Минской наступательной операции 1943 года в боевом составе 50-й армии;
В Белостокской наступательной операции, Осовецкой наступательной операции 1944 года в боевом составе 49-й армии;
В наступлении войск 2-го Белорусского фронта на острув—мазовецком направлении 1944 года в боевом составе 3-й армии;
Указом Президиума Верховного Совета СССР от 1 сентября 1944 года За образцовое выполнение заданий командования в боях с немецкими захватчиками, за овладение городом и крепостью Осовец и проявленные при этом доблесть и мужество дивизия награждена Орденом Суворова II степени.
В Млавско — Эльбингской наступательной операции, Восточно—Померанской наступательной операции, Берлинской стратегической наступательной операции 1945 года в боевом составе 49-й армии;
Расформирована согласно директиве Ставки ВГК № 11095 командующему войсками 1-го Белорусского фронта «О переименовании фронта в группу советских оккупационных войск в Германии и её составе» от 29 мая 1945 года. Войска обращены на доукомплектование войск группы.

## Состав
- 1260-й стрелковый Штеттинский Краснознамённый полк

Почётное наименование Штеттинский присвоено приказом Верховного Главнокомандующего от 4 июня 1945 года № 0108
 (5 апреля 1945 года — за образцовое выполнение заданий командования в боях с немецкими захватчиками при овладении городами Вилленберг, Ортельсбург, Морунген, Заальфельд и Фрайштадт)
- 1262-й стрелковый Ломжинский ордена Суворова полк

Почётное наименование Ломжинский присвоено приказом Верховного Главнокомандующего от 22 сентября 1944 года № 0317
 (4 июня 1945 года — за образцовое выполнение заданий командования в боях с немецкими захватчиками при овладении городами Эггезин, Торгелов, Пазевальк, Штрасбург, Темплин)
- 1264-й стрелковый полк
- 945-й артиллерийский Ломжинский ордена Кутузова полк

Почётное наименование Ломжинский присвоено приказом Верховного Главнокомандующего от 22 сентября 1944 года № 0317
 (4 июня 1945 года — за образцовое выполнение заданий командования в боях с немецкими захватчиками при овладении городами Анклам, Фридланд, Нойбранденбург, Лихен и проявленные при этом доблесть и мужество)
- 401-й отдельный истребительно-противотанковый дивизион (до 25.6.1943)
- 201-й отдельный истребительно-противотанковый дивизион (с 26.6.1943)
- 444-я отдельная разведывательная рота
- 662-й отдельный сапёрный батальон
- 833-й отдельный батальон связи (441-я рота связи)
- 467-й медико-санитарный батальон
- 460-я отдельная рота химической защиты
- 497-я автотранспортная рота
- 236-я полевая хлебопекарня
- 805-й дивизионный ветеринарный лазарет
- 1430-я полевая почтовая станция
- 753-я полевая касса Госбанка

## Подчинение
| Дата            | Фронт (округ)                                      | Армия               | Корпус                  | Примечания   |
| --------------- | -------------------------------------------------- | ------------------- | ----------------------- | ------------ |
| 01.09.1941 года | Сибирский военный округ, Алтайский край, Славгород |                     |                         | формирование |
| 01.10.1941 года | Сибирский военный округ, Алтайский край, Славгород |                     |                         | формирование |
| 01.11.1941 года | Сибирский военный округ, Алтайский край, Славгород |                     |                         | формирование |
| 01.12.1941 года | Ставка Верховного Главнокомандования               | 58-я армия          | -                       | -            |
| 01.01.1942 года | Ставка Верховного Главнокомандования               | 58-я армия          | -                       | -            |
| 01.02.1942 года | Ставка Верховного Главнокомандования               | 58-я армия          | -                       | -            |
| 01.03.1942 года | Калининский фронт                                  | 22-я армия          | -                       | -            |
| 01.04.1942 года | Калининский фронт                                  | 22-я армия          | -                       | -            |
| 01.05.1942 года | Калининский фронт                                  | 22-я армия          | -                       | -            |
| 01.06.1942 года | Калининский фронт                                  | 22-я армия          | -                       | -            |
| 01.07.1942 года | Калининский фронт                                  | 22-я армия          | -                       | -            |
| 01.08.1942 года | Калининский фронт                                  | 22-я армия          | -                       | -            |
| 01.09.1942 года | Калининский фронт                                  |                     | -                       | -            |
| 01.10.1942 года | Калининский фронт                                  | 39-я армия          | -                       | -            |
| 01.11.1942 года | Калининский фронт                                  | 39-я армия          | -                       | -            |
| 01.12.1942 года | Западный фронт                                     | 30-я армия          | -                       | -            |
| 01.01.1943 года | Северо-Западный фронт                              |                     | -                       | -            |
| 01.02.1943 года |                                                    | 1-я ударная армия   | -                       | -            |
| 01.03.1943 года | Северо-Западный фронт                              | 53-я армия          | -                       | -            |
| 01.04.1943 года |                                                    | 2-я резервная армия | -                       | -            |
| 01.05.1943 года | Юго-Западный фронт                                 | 63-я армия          | -                       | -            |
| 01.06.1943 года | Брянский фронт                                     | 3-я армия           | -                       | -            |
| 01.07.1943 года | Брянский фронт                                     | 3-я армия           |                         | -            |
| 01.08.1943 года | Брянский фронт                                     | 3-я армия           | 41-й стрелковый корпус  | -            |
| 01.09.1943 года | Брянский фронт                                     | 3-я армия           | 41-й стрелковый корпус  | -            |
| 01.10.1943 года | Западный фронт                                     | 50-я армия          |                         | -            |
| 01.11.1943 года | Западный фронт                                     | 50-я армия          | 46-й стрелковый корпус  | -            |
| 01.12.1943 года | Западный фронт                                     | 50-я армия          | 46-й стрелковый корпус  | -            |
| 01.01.1944 года | Западный фронт                                     | 50-я армия          | 46-й стрелковый корпус  | -            |
| 01.02.1944 года | Западный фронт                                     | 50-я армия          | 46-й стрелковый корпус  | -            |
| 01.03.1944 года | Белорусский фронт                                  | 50-я армия          | 121-й стрелковый корпус | -            |
| 01.04.1944 года | Белорусский фронт                                  | 50-я армия          | 121-й стрелковый корпус | -            |
| 01.05.1944 года | 2-й Белорусский фронт                              | 50-я армия          | 121-й стрелковый корпус | -            |
| 01.06.1944 года | 2-й Белорусский фронт                              | 50-я армия          | 121-й стрелковый корпус | -            |
| 01.07.1944 года | 2-й Белорусский фронт                              | 50-я армия          | 38-й стрелковый корпус  | -            |
| 01.08.1944 года | 2-й Белорусский фронт                              | 49-я армия          | 70-й стрелковый корпус  | -            |
| 01.09.1944 года | 2-й Белорусский фронт                              | 49-я армия          | 121-й стрелковый корпус | -            |
| 01.10.1944 года | 2-й Белорусский фронт                              | 49-я армия          | 121-й стрелковый корпус | -            |
| 01.11.1944 года | 2-й Белорусский фронт                              | 49-я армия          | 121-й стрелковый корпус | -            |
| 01.12.1944 года | 2-й Белорусский фронт                              | 49-я армия          | 121-й стрелковый корпус | -            |
| 01.01.1945 года | 2-й Белорусский фронт                              | 49-я армия          | 121-й стрелковый корпус | -            |
| 01.02.1945 года | 2-й Белорусский фронт                              | 49-я армия          | 121-й стрелковый корпус | -            |
| 01.03.1945 года | 2-й Белорусский фронт                              | 49-я армия          |                         | -            |
| 01.04.1945 года | 2-й Белорусский фронт                              | 49-я армия          | 121-й стрелковый корпус | Данциг       |
| 01.05.1945 года | 2-й Белорусский фронт                              | 49-я армия          |                         | -            |

## Командование

### Командиры
- Сидорин, Тимофей Михайлович (28.08.1941 — 01.11.1941), подполковник
- Смирнов Михаил Николаевич (02.11.1941 — 11.03.1942), полковник
- Колосков, Валериан Фёдорович (12.03.1942 — 21.03.1942), подполковник
- Архипов, Иван Полуэктович (22.03.1942 — 16.04.1942), полковник
- Гавилевский, Пётр Саввич (17.04.1942 — 29.09.1942), полковник
- Смирнов Михаил Николаевич (30.09.1942 — 11.03.1943), полковник
- Кирзимов, Александр Ильич (12.03.1943 — 23.06.1943), генерал-майор
- Кустов, Алексей Фёдорович (24.06.1943 — 25.01.1945), полковник, с 03.06.1944 генерал-майор
- Горичев, Алексей Дмитриевич (26.01.1945 — до конца войны), полковник

### Заместители командира
- Басанец, Лука Герасимович (05.05.1943 - 27.07.1943), полковник;

## Награды и наименования
| Награда (наименование)            | Дата                                                             | За что награждена |
| --------------------------------- | ---------------------------------------------------------------- | --- |
| Почётное наименование «Орловская» | Приказ Верховного Главнокомандующего СССР от 5 августа 1943 года | За отличие в боях при освобождении города Орёл. |
| Орден Красного Знамени            | Указ Президиума Верховного Совета СССР от 10 июля 1944 года      | За образцовое выполнение заданий командования в боях при форсирование рек Проня, Днепр, прорыв сильно укреплённой обороны немцев а также за овладение городами Шклов, Могилёв и Быхов, проявленные при этом доблесть и мужество |
| Орден Суворова II степени         | Указ Президиума Верховного Совета СССР от 1 сентября 1944 года   | За образцовое выполнение заданий командования в боях с немецкими захватчиками, за овладение городом и крепостью Осовец и проявленные при этом доблесть и мужество                                                               |
| Орден Кутузова II степени         | Указ Президиума Верховного Совета СССР от 17 мая 1945 года       | За образцовое выполнение заданий командования в боях с немецкими захватчиками при овладение городом и крепостью Гданьск (Данциг) и проявленные при этом доблесть и мужество                                                     |

380-я стрелковая Орловская Краснознамённая орденов Суворова и Кутузова дивизия семь раз была названа в числе других частей и соединений в благодарственных приказах Верховного Главнокомандующего, а именно в следующих:
- № 2 от 5 августа 1943 года за овладение городами Орёл и Белгород, в Москве дан салют 12 артиллерийскими залпами из 120 орудий;
- № 122 от 28 июня 1944 года за форсирование Днепра на участке протяжением 120 километров, прорыв второй оборонительной полосы немцев, подготовленной по западному берегу реки, и овладение крупным областным центром Белоруссии городом Могилёв, а также городами Шклов и Быхов, в Москве дан салют 20 артиллерийскими залпами из 224 орудий;
- № 186 от 13 сентября 1944 года за овладение городом и крепостью Ломжа — важным опорным пунктом обороны немцев на реке Нарев, в Москве дан салют 12 артиллерийскими залпами из 124 орудий;
- № 283 от 21 февраля 1945 года за овладение городом Черск -важным узлом коммуникаций и сильным опорным пунктом обороны немцев в северо-западной части Полыни, в Москве дан салют 12 артиллерийскими залпами из 124 орудий; -№ 319 от 30 марта 1945 года за овладение городом и крепостью Гданьск (Данциг) — важнейшим портом и первоклассной военно-морской базой немцев на Балтийском морс, в Москве дан салют 20 артиллерийскими залпами из 224 орудий;
- № 344 от 26 апреля 1945 года за форсирование восточного и западного Одера южнее Штеттина, прорыв сильно укреплённой обороны немцев на западном берегу Одера и овладение главным городом Померании и крупным морским портом Штеттин, а также городами Гартц, Пенкун, Казеков и Шведт, в Москве дан салют 20 артиллерийскими залпами из 224 орудий;
- № 360 от 3 мая 1945 года за овладение городами Барт, Бад-Доберан, Нойбуков, Варин и Виттенберге, в Москве дан салют 12 артиллерийскими залпами из 124 орудий.дивизия получила двенадцать благодарностей в приказах Верховного Главнокомандующего и двенадцать раз в Москве производился салют её воинам двадцатью залпами из 224 орудий.

## Отличившиеся воины дивизии
| награда                                                                                   | ФИО                            | должность                                                      | звание          | дата                                                   | Примечания |
| ----------------------------------------------------------------------------------------- | ------------------------------ | -------------------------------------------------------------- | --------------- | ------------------------------------------------------ | --- |
|                                                                                           | Авакян, Газарос Аветисович     | Командир стрелкового взвода 1264-го стрелкового полка          | лейтенант       | 24.03.1945                                             | |
|                                                                                           | Ибраев, Айткеш Абаевич         | Командир огневого взвода 45-мм пушек 1264-го стрелкового полка | старшина        | 24.03.1945                                             | 21 июля 1944 года погиб в бою западнее деревни Нижние Погораны, ныне Гродненский район Гродненской области, Белоруссия                                             |
|                                                                                           | Никитин, Фёдор Прокофьевич     | Командир стрелкового отделения 1264-го стрелкового полка       | сержант         | 24.03.1945                                             | |
|                                                                                           | Плотников, Павел Михайлович    | Командир 1260-го стрелкового полка                             | подполковник    | 29.06.1945                                             | |
|                                                                                           | Садаков, Павел Сергеевич       | Командир орудия 1264-го стрелкового полка                      | старший сержант | 24.03.1945                                             | 21 июля 1944 года погиб в бою в районе деревни Корозичи, ныне Гродненского района Гродненской области Белоруссия                                                   |
|                                                                                           | Саладышев, Артём Иванович      | Командир стрелкового отделения 1260-го стрелкового полка       | сержант         | 24.03.1945                                             | |
|                                                                                           | Санников, Фёдор Ефимович       | Наводчик орудия 1260-го стрелкового полка                      | младший сержант | 04.06.1944                                             | |
|                                                                                           | Султанов, Барый                | Командир пулемётного отделения 1264-го стрелкового полка       | старший сержант | 24.03.1945                                             | 21 января 1945 года погиб в бою у деревни Винна-Посвентна Высокомазовецкий повят, Подляское воеводство, Польша.                                                    |
|                                                                                           | Труханов, Пётр Степанович      | Командир пулемётного расчёта 1260-го стрелкового полка         | старший сержант | 24.03.1945                                             | |
|                                                                                           | Шохин, Николай Михайлович      | Командир пулемётного отделения 1264-го стрелкового полка       | красноармеец    | 24.03.1945                                             | |
|                                                                                           | Балякин, Павел Иванович        | Командир взвода 1260-го стрелкового полка                      | старшина        | 17.12.1943 21.04.1944 24.03.1945                       | |
|                                                                                           | Корниенко, Владимир Яковлевич  | Пулемётчик 1262-го стрелкового полка                           | красноармеец    | 01.03.1944 13.05.1944 30.11.1944 10.11.1970            | |
|                                                                                           | Кузнецов, Иван Алексеевич      | Сапёр 662-го отдельного сапёрного батальона                    | ефрейтор        | 13.06.1944 04.10.1944 24.03.1945                       | |
|                                                                                           | Литвинов, Василий Илларионович | Помощник командира сапёрного взвода 1264-го стрелкового полка  | старшина        | 23.12.1943 09.09.1944 10.04.1945                       | |
|                                                                                           | Мусатов, Иван Дмитриевич       | Наводчик миномёта 1262-го стрелкового полка                    | младший сержант | 27.07.1944 17.10.1944 15.05.1946                       | |
|                                                                                           | Плехов, Прокофий Федотович     | Командир стрелкового отделения 1264-го стрелкового полка       | сержант         | 01.03.1944 09.09.1944 29.06.1945                       | 11 февраля 1945 года погиб в бою в районе деревни Вентфин (польск.Wełpin) — 20 км северо-западнее города Кульм, ныне город Хелмно, Восточная Пруссия, ныне Польша. |
|                                                                                           | Савченко, Василий Федотович    | Командир орудия батареи 945-го артиллерийского полка           | сержант         | 20.08.1944 22.02.1945 15.05.1946                       | |
|                                                                                           | Селянинов, Григорий Артемьевич | Командир орудия батареи 945-го артиллерийского полка           | младший сержант | 21.07.1944 26.10.1944 15.05.1946                       | |
|                                                                                           | Чернигин, Егор Васильевич      | Командир стрелкового отделения 1264-го стрелкового полка       | сержант         | 08.05.1944 27.07.1944 24.03.1945                       | |
| Орден Красной Звезды · Орден Красной Звезды · Орден Красной Звезды · Орден Красной Звезды | Сироткин, Тимофей Николаевич   | наводчик орудия батареи 945-го артиллерийского полка           | ефрейтор        | 29.07.1944 26.09.1944 25.01.1945 07.03.1945 14.04.1945 | Единственный в Советской Армии кавалер пяти орденов Красной Звезды не имевший офицерского звания.                                                                  |

## Память

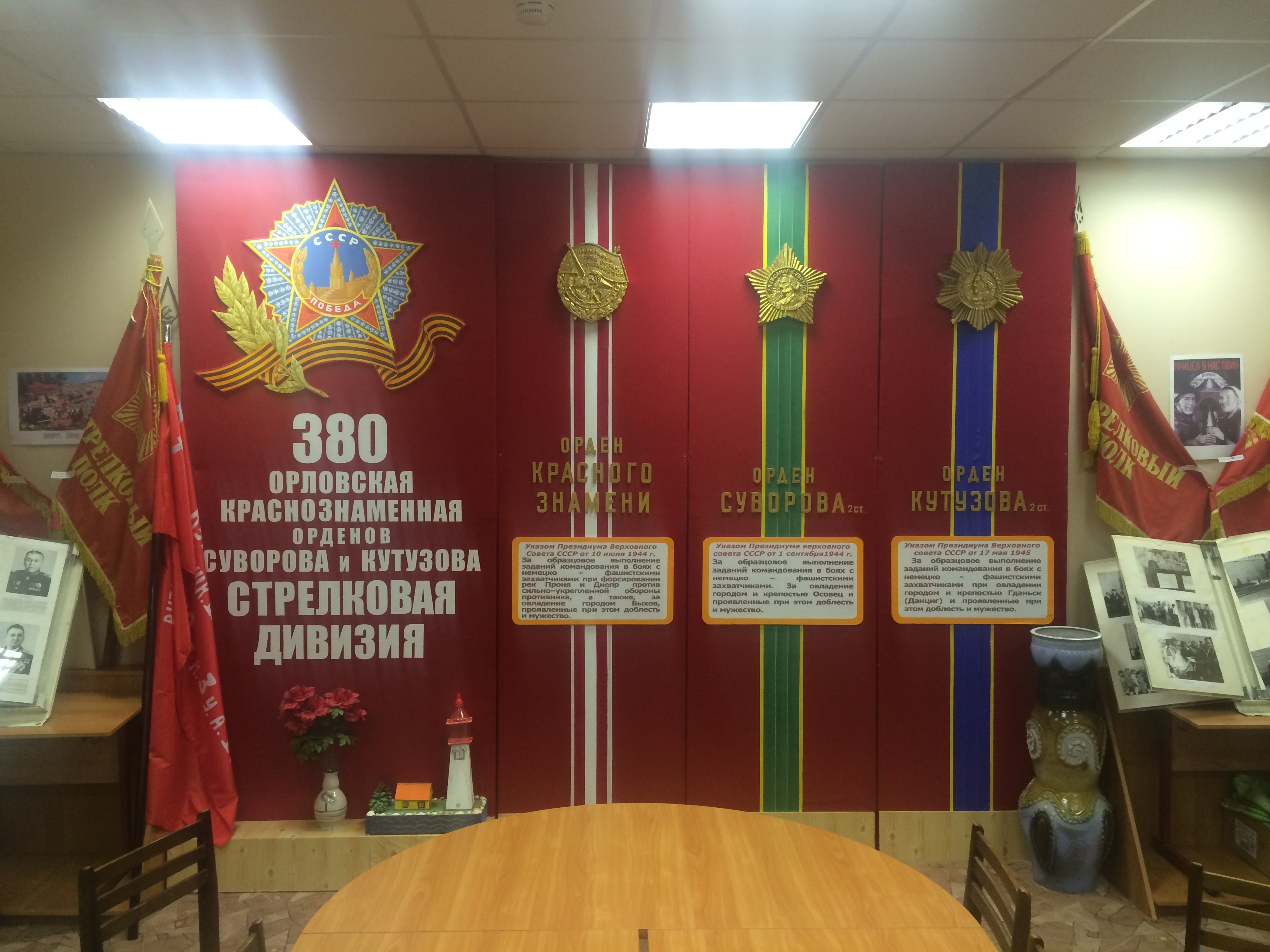
Музей боевой славы 380-й стрелковой дивизии в Лицее № 1598 города Москвы

В мае 1985 года открыт Музей боевой славы дивизии в средней школе № 1077 (лицей № 1598) города Москвы
Дивизия упомянута на плите мемориального комплекса «Воинам-сибирякам», Ленино-Снегирёвский военно-исторический музей.

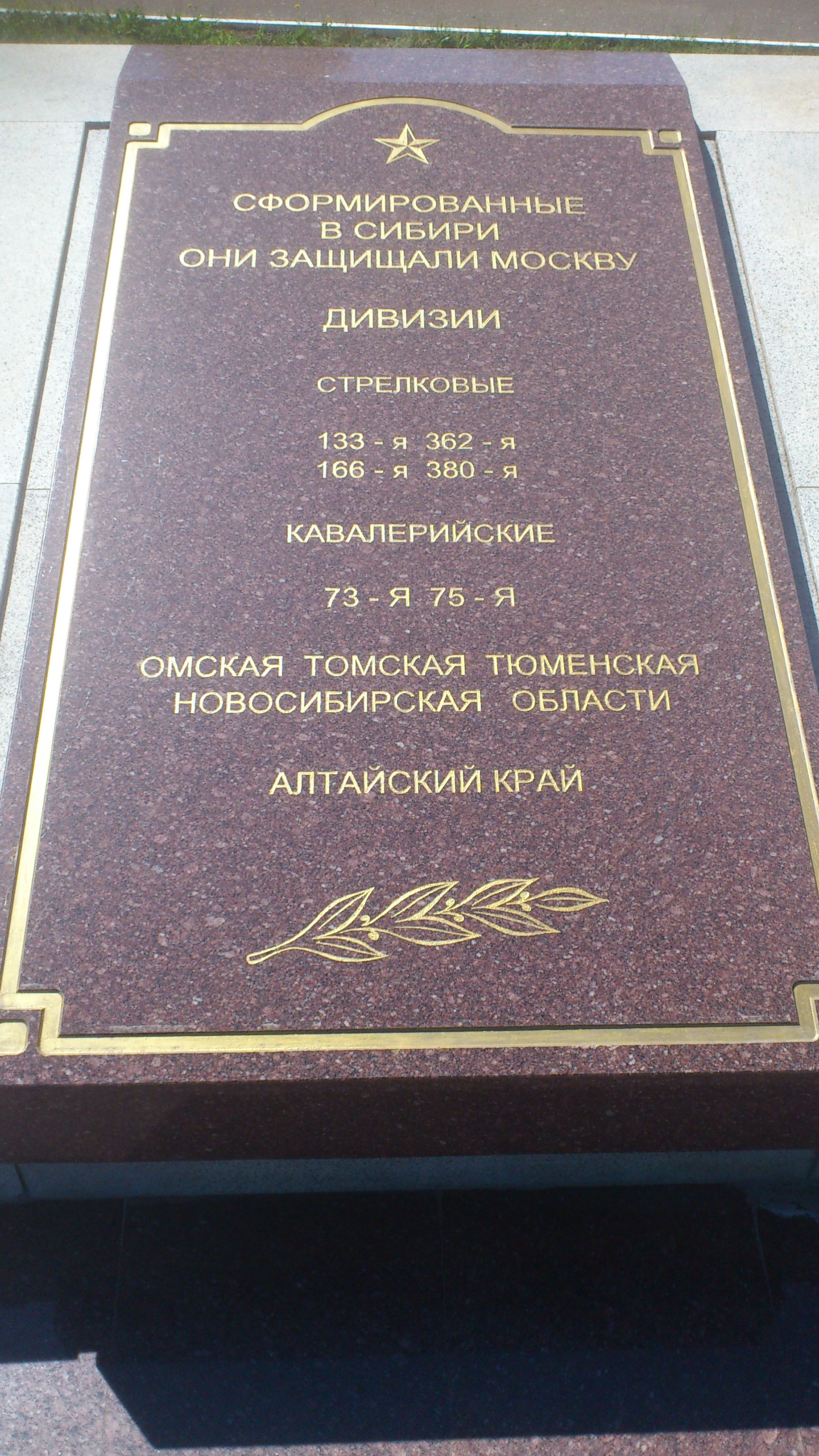
«Сформированные в Сибири, они защищали Москву» — на плите мемориального комплекса «Воинам-сибирякам».
Мемориальный комплекс «Воинам-сибирякам», Ленино-Снегирёвский военно-исторический музей.